# Come as You Are
«Come As You Are» — пісня гурту Nirvana, випущена 1992 року. Вийшла в альбомі Nevermind, а також як сингл.
Ця пісня потрапила до списку 500 найкращих пісень усіх часів за версією журналу Rolling Stone

## Передумови і створення
«Come as You Are» була однією з небагатьох пісень, які Nirvana записали на репетиції на демозапис для продюсера Бутча Віга до початку роботи над альбомом Nevermind. Пізніше, вже з Вігом, гурт записав пісню на студії Sound City Studios на початку 1991 року. Кобейн записав гітарне соло з двох спроб, а вокал був записаний три рази, з яких був вибраний перший запис. Після цього Віг запропонував Курту включити його вокал в запис з двох виконань з накладенням. Випадково під час запису Кобейн проспівав фразу «And I do not have a gun» занадто рано, коли потрібно було співати слово «memoria» після гітарного соло. Він вирішив зберегти цю помилку в кінцевому варіанті. Віг зробив семпл з слова «memoria» у виконанні Кобейна з середини пісні і помістив цей семпл в двох місцях в тлі кінцівки пісні.

## Музика і текст
Пісня починається з одного гітарного рифу Кобейна протягом восьми секунд.

## Композиції
US CD single (DGCDS-21707)
1. «Come as You Are» (Kurt Cobain; Nirvana) — 3:38
2. «School» [live] (Cobain; Nirvana) — 2:31
3. «Drain You» [live] (Cobain; Nirvana) — 3:35

UK CD single (DGCTD 7)
1. «Come as You Are» (Cobain; Nirvana) — 3:38
2. «Endless, Nameless» (Cobain; Nirvana) — 6:40
3. «School» [live] (Cobain; Nirvana) — 2:31
4. «Drain You» [live] (Cobain; Nirvana) — 3:35